# Stadio Alfonso Silva
Lo stadio Alfonso Silva, campo di proprietà della città di Las Palmas nell'arcipelago della Gran Canaria, dove si giocano innumerevoli incontri ogni fine settimana. Si trova nel quartiere di La Feria, più precisamente nel vallone di La Ballena e fa parte del complesso sportivo con lo stesso nome del burrone.

## Storia
Inaugurato nell'ottobre del 2002. Ha una palestra in loco e il campo è in erba artificiale. Fino ad un massimo di 3000 spettatori, dato che non ha posti a sedere, ma con un passo di cemento.
Questo campo è stato dedicato alla ex giocatore della UD Las Palmas, Alfonso Piaceri Silva. Le dimensioni di campo sono 110 × 66 m.